# Accident aérien d'Irkoutsk
L'accident aérien d'Irkoutsk est survenu le 23 octobre 2022 vers 17 h 30 heure locale dans la ville d'Irkoutsk, en Russie. L'avion Soukhoï Su-30 effectuait un vol d'essai lorsqu'il est tombé sur un immeuble résidentiel en bois de deux étages dans la 2e voie Sovetsky. Les deux pilotes ont été tués mais les habitants de la maison n'ont pas été blessés car ils n'étaient pas chez eux,.

## Contexte
L'accident s'est produit une semaine après un accident d'avion sur un immeuble résidentiel à Ieïsk. Les correspondants de la BBC ont noté que les deux avions appartiennent en général à la même famille, ils ont été créés par une profonde modernisation du chasseur soviétique Soukhoï Su-27.

## Accident
Selon le ministère des Situations d'urgence, l'avion Su-30 s'est écrasé dans un secteur privé lors d'un vol d'essai. Selon les autorités locales, 150 maisons se sont retrouvées sans électricité après l'accident.

## Enquête
Le comité d'enquête de Russie a ouvert une affaire pénale en vertu de l'article 263 du Code pénal pour « Violation des règles de sécurité routière et d'exploitation du transport aérien ». Une commission a été mise en place pour enquêter sur l'accident,,.